# Сплюшка неотропічна
Сплюшка неотропічна (Megascops choliba) — вид совоподібних птахів родини совових (Strigidae). Мешкає в Центральній і Південній Америці.

## Опис

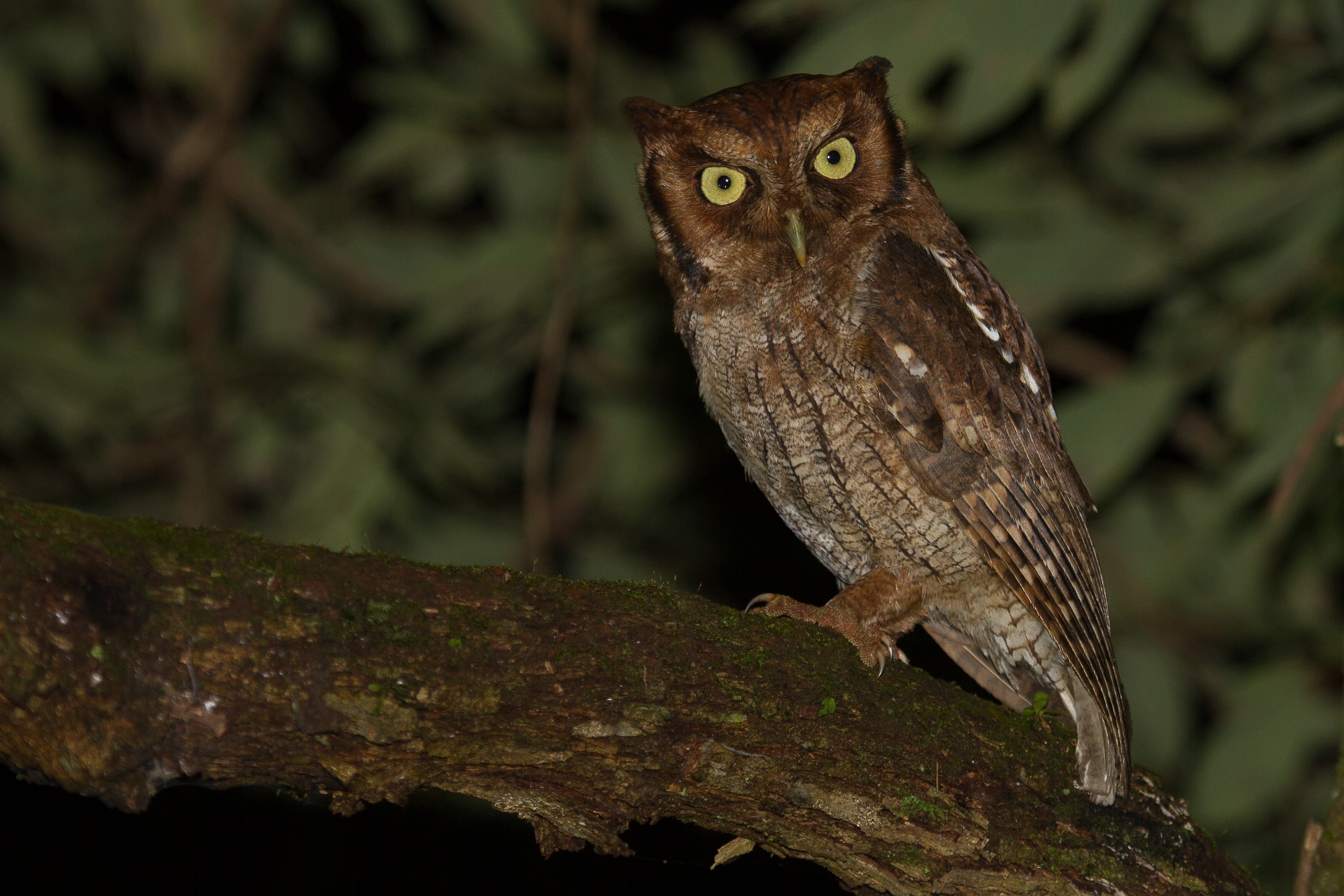
Неотропічна сплюшка

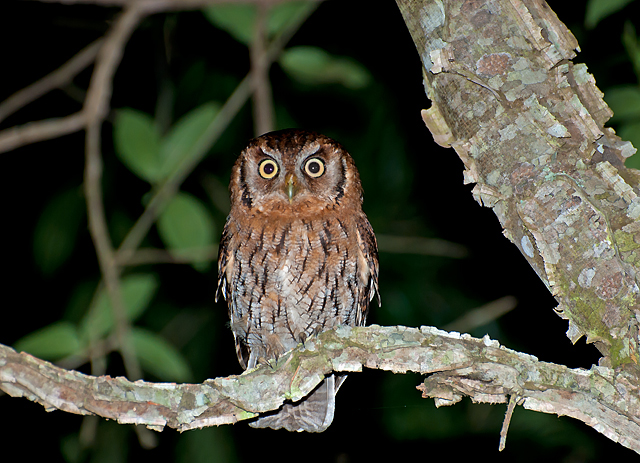
Неотропічна сплюшка (штат Сан-Паулу, Бразилія)

Довжина птаха становить 21-23 см, розмах крил 55 см, вага 97-160 г. Самиці є дещо більшими за самців. Голова велика, округла, на голові короткі пір'яні "вуха", хвіст короткий. Лицевий диск сірувато-коричневий з чорнуватими краями. Загалом забарвлення існує у трьох морфах — сірувато-коричневій, коричневій або рідкісній рудувато-коричневій, які також відрізняються кількістю чорних смужок на верхній і нижній частинах тіла. Очі жовті. Голос — короткі трелі, ухання і улюлюкання.

## Підвиди
Виділяють дев'ять підвидів:
- M. c. luctisonus (Bangs & Penard, TE, 1921) — від Коста-Рики до північно-західної Колумбії, Перлові острови[en] у Панамській затоці;
- M. c. margaritae (Cory, 1915) — острів Маргарита (на північ від Венесуели);
- M. c. duidae (Chapman, 1929) — гори Серро-Дуїда[en] і Серра-ду-Імері на півдні Венесуели;
- M. c. cruciger (Spix, 1824) — від східної Колумбії і східного Перу через Венесуели до Гвіани і північно-східної Венесуели. острів Тринідад;
- M. c. surutus (Kelso, L, 1941) — Болівія;
- M. c. decussatus (Lichtenstein, MHC, 1823) — центральна і східна Бразилія;
- M. c. choliba (Vieillot, 1817) — від південної Бразилії (південь Мату-Гросу і Сан-Паулу) до східного Парагваю;
- M. c. wetmorei (Brodkorb, 1937) — захід Парагваю і північ Аргентини;
- M. c. uruguaii (Hekstra, 1982) — південний схід Бразилії, Уругвай і північний схід Аргентини.

## Поширення і екологія
Неотропічні сплюшки мешкають в Коста-Риці, Панамі, Колумбії, Еквадорі, Перу, Болівії, Бразилії, Венесуелі, Гаяні, Суринамі, Французькій Гвіані, Аргентині, Парагваї, Уругваї та на Тринідаді і Тобаго. Вони живуть на узліссях вологих тропічних лісів, у вторинних лісах, в рідколіссях, саванах і чагарникових заростях, на плантаціях, в парках і садах, на висоті 2800 м над рівнем моря, переважно на висоті до 1500 м над рівнем моря. Уникають густих тропічних лісів. 

## Поведінка
Неотропічні сплюшки зустрічаються поодинці, парами або сімейними зграйками. Ведуть нічний спосіб життя, вдень ховаються в густій рослинності. Живляться жуками, цикадами, кониками, метеликами та іншими великими комахами, восени і взимку також дрібними хребетними, зокрема ссавцями. Гніздяться в дуплах дерев. В кладці 3-4 білих яйця.